# Gulnara Gainulowna Wygowskaja
Gulnara Gainulowna Wygowskaja (russisch Гульнара Гайнуловна Выговская, engl. Transkription Gulnara Vygovskaya; * 6. September 1980 in der Oblast Kuibyschew) ist eine russische Marathonläuferin.
2006 stellte sie mit 1:12:06 h in Saransk ihre Bestzeit im Halbmarathon auf, wurde Zwölfte bei den Straßenlauf-Weltmeisterschaften in Debrecen über 20 km in 1:06:30 h und kam beim Frankfurt-Marathon auf den fünften Platz in 2:32:51 h.
2007 wurde sie Zweite beim Paris-Marathon mit ihrer persönlichen Bestzeit von 2:28:22 h und Zwölfte bei den Weltmeisterschaften in Osaka. 2008 wurde sie Neunte in Paris und Fünfte beim Berlin-Marathon.
Gulnara Wygowskaja ist 1,53 m groß und wiegt 42 kg. Sie lebt in Togliatti, wird von Wladimir Timofejew trainiert und startet für das Team Universal Sports.